# Février 1836

## Événements
- La Prusse, l’Autriche et la Russie occupent militairement la république de Cracovie (fin en 1841).

- 5 février, France : démission du gouvernement du duc de Broglie, mis en minorité sur le problème de la conversion des rentes.

- 10 février, France : mort de Mme de Rimford, qui tenait salon et était amie de Guizot.

- 15 février : Fieschi est condamné à la peine du parricide.

- 18 février : élection à l’Académie française pour pourvoir au fauteuil de Lainé. Dupaty est élu. Victor Hugo avait obtenu successivement 9, 6, 3, 2 et 2 voix.

- 19 février, France : exécution de Fieschi, Morey et Pépin.

- 22 février, France : premier ministère Thiers. Il marque la volonté de stimuler l’activité économique par une politique de travaux publics (fin le 6 septembre).

- 23 février, Texas : début du siège de Fort Alamo.

- 25 février : exhibition de Joice Heth par Phineas Taylor Barnum ; premier "zoo humain".

## Naissances
- 20 février : Anne Casimir Pyrame de Candolle (mort en 1918), botaniste suisse.
- 21 février : Léo Delibes, compositeur.

## Décès
- 3 février : Girolamo Segato (né en 1792), cartographe, naturaliste et égyptologue italien.
- 8 février : Jean-Baptiste Lislet Geoffroy (né en 1755), scientifique français.
- 10 février : Marie-Anne Pierrette Paulze (née en 1758), chimiste française, épouse et collaboratrice du chimiste Antoine Lavoisier.
- 26 février : Aleksander Dąbrowski (né en 1787), officier polonais ayant servi durant les guerres napoléoniennes.